# Ipimorpha nanaimo
Ipimorpha nanaimo är en fjärilsart som beskrevs av Barnes 1905. Ipimorpha nanaimo ingår i släktet Ipimorpha och familjen nattflyn. Inga underarter finns listade i Catalogue of Life.